# 上野ファーム
上野ファーム（うえのファーム）は、北海道旭川市にある観光庭園。ガーデニングの聖地とされ、日本全国から観光客・愛好家が訪れる。

## 概要
ガーデンデザイナーである上野砂由紀の庭として有名。最初は英国風ガーデンとして出発し、イングリッシュガーデンを学ぶならはるばるイギリスまで行かなくとも上野ファームに学べといわれるほどになったが、現在は北海道旭川の気候風土に合わせた庭園づくりを目指して、「北海道ガーデン」を名乗る。旭川の梅雨が無く乾燥した気候と、風が無く寒暖の差が大きい気候が、花の色をひときわ美しくさせるという。現在は北海道ガーデン街道を代表するガーデンとして、全国から数多くの観光客が訪れている。
開園期間は例年4月下旬〜10月中旬頃。

## 見どころ
- ミラーボーダー
- ノームの庭 - 庭にはガーデン・ノームが置かれている。
- 射的山
- NAYA café

## アクセス
- 道北バス上野ファーム停留所から徒歩ですぐ。69番、1日3本、ガーデン公開期間中の期間限定運行。
- JR石北本線 桜岡駅から徒歩約10〜15分。
- 旭川市中心部から車で約30分。
- 旭川市旭山動物園から車で約7分。

## その他
BISESガーデニング大賞でグランプリを受賞。
フジテレビが制作したドラマ『風のガーデン』に登場し、知名度を一気に上げた。
NHK『趣味の園芸』にも登場。